# Ludwig Gerhardt
Ludwig Gerhardt (* 1. November 1938 in Halle an der Saale) ist ein deutscher Afrikanist. Er war von 1975 bis 2004 Professor für Afrikanische Sprachen und Kulturen an der Universität Hamburg.

## Leben
Der Sohn des Slawisten Dietrich Kurt Gerhardt besuchte die Volksschule in Zorbau (1944–45), Halle an der Saale (1945–46), Erlangen (1946–48) und von 1948 bis 1958 das Gymnasium in Münster (Westfalen). Nach dem Abitur am Schillergymnasium Münster leistete er Wehrdienst und wurde Oberleutnant der Reserve. Das 1959 aufgenommene Studium der Afrikanistik, Phonetik, Musikwissenschaft an der Universität Hamburg schloss er 1967 mit der Promotion bei Johannes Lukas ab. Seine Dissertation Analytische und vergleichende Untersuchungen zu einigen zentralnigerianischen Klassensprachen wurde mit dem Prädikat „sehr gut“ bewertet. Gerhardt führte 1968/1969 Feldforschungen zu Plateau-Sprachen in Zentral-Nigeria durch. Von 1968 bis 1970 und 1973 bis 1975 war er wissenschaftlicher Assistent in Hamburg, von 1972 bis 1973 hatte ein Habilitandenstipendium der DFG. Gerhardt habilitierte sich 1974 mit einer vergleichenden Arbeit über die Klassensprachen des zentralnigerianischen Plateaus.
Gerhardt wurde 1975 als Nachfolger Anton Vorbichlers auf die Professur für Afrikanische Sprachen und Kulturen an der Universität Hamburg berufen, die er bis zu seiner Emeritierung 2004 innehatte. Während eines Freisemesters war er 1982/1983 erneut zu Feldforschungen in Nordnigeria, wo er sich mit Jarawan-Sprachen befasste. Von 1993 bis 1995 fungierte er als Sprecher des Fachbereichs Orientalistik, 2000–2001 und 2003 war er Direktor der Abteilung für Afrikanistik und Äthiopistik. Ab 1999 war Gerhardt zudem Sprecher des DFG-Sonderforschungsbereichs 520 „Umbrüche in afrikanischen Gesellschaften und ihre Bewältigung“.

## Schriften (Auswahl)
- Beiträge zur Kenntnis der Sprachen des nigerianischen Plateaus. Glückstadt 1983, ISBN 3-87030-062-0.
- Arbeitsvokabular Swahili-Deutsch. Hamburg 1987, ISBN 3-87118-845-X.
- Swahili – eine Sprache, zwei Schriften. Leipzig 2006, ISBN 3-935999-47-X.
- Das Amharische. Leipzig 2006, ISBN 3-935999-48-8.
- Carl Meinhof. Das Leben des ersten Ordinarius für Afrikanistik. Göttingen 2022, ISBN 978-3-8353-5041-0.